# Carroll Borland
Carroll Borland, née en 1914 et morte en 1994, est une actrice américaine connue pour un seul film : La Marque du vampire, produit par la MGM, réalisé par Tod Browning, et sorti en 1935. Créditée sous un nom de scène (Carol Borland), elle y interprète Luna, la fille du comte Mora joué par Bela Lugosi. Bien que son temps de présence à l'écran n'excède pas une dizaine de minutes et que son personnage reste muet (à l'exception d'une réplique qu'elle dit hors-champ dans l'épilogue), elle impose un nouveau type : celui de la femme vampire. Comme l'écrira l'historien et romancier de science-fiction David J. Skal, « son apparition dans La Marque du vampire fut une importante contribution à l'iconographie de l'horreur, fixant l'image de la vampire aux longs cheveux et aux yeux en amande ». Malgré sa présence marquante dans le film de Browning, Carroll Borland n'a pas fait carrière à Hollywood.

## Biographie
Carroll Borland naît le 25 février 1914 à Fresno en Californie. À l'âge de 4 ans, elle commence à suivre des cours de danse. Dans les années 1920, elle suit des cours d'art dramatique (au lycée, elle jouera dans des pièces de Shakespeare les rôles de Juliette, de Cléopâtre et de Lady Macbeth, et elle se présentera plus tard comme une actrice shakespearienne). À 15 ans, elle vit à Oakland. Là, elle assiste à une représentation de la pièce de théâtre adaptée de Dracula et tombe amoureuse de l'acteur qui interprète le vampire : Bela Lugosi. « Je crois que toutes les adolescentes passent par un moment où elles tombent amoureuses d'un cheval, d'un monstre ou de je ne sais quoi, confiera-t-elle plus tard. Et je n'avais jamais vu quelqu'un d'aussi excitant que Bela Lugosi. Il était sans aucun doute l'homme le plus magnétique que j'aie jamais rencontré. » Elle écrit Countess Dracula, une suite de Dracula située dans les années 1930 et dans laquelle le vampire séduit une femme moderne. Elle envoie le manuscrit du roman à Lugosi qui lui répond et la rencontre. Elle devient sa protégée, pas sa maîtresse. Malgré le soutien de Lugosi, Countess Dracula ne trouve pas d'éditeur. Borland poursuit ses études d'art dramatique à l'Université de Californie à Berkeley. Fin 1932, Lugosi monte une version abrégée de la pièce Dracula et lui propose le rôle de Lucy Westenra,. Elle participe très probablement aux répétitions et peut-être même, comme elle l'affirmera plus tard, à la tournée de la troupe en Californie du Nord (les historiens qui ont travaillé sur Dracula et Lugosi n'ont trouvé aucune trace de sa participation à la tournée),. En 1933, elle apparaît dans Les Deux Flemmards, un court métrage de Laurel et Hardy. À la fin de l'année suivante, elle obtient le rôle de Luna dans La Marque du vampire, une production MGM avec Bela Lugosi (parmi les actrices qui auditionnaient pour le rôle, il y avait Rita Cansino qui deviendra célèbre quelques années plus tard sous le nom de Rita Hayworth). Habillée par Adrian, coiffée et maquillée par William J. Tuttle, éclairée par James Wong Howe, et dirigée par Tod Browning, Carol Borland (comme on l'appelle désormais) est immédiatement remarquée par le public et la critique. Mais elle ne parvient pas à obtenir de nouveaux rôles au cinéma, à l'exception d'un rôle secondaire (qui sera coupé au montage) dans une autre production MGM, La Malle de Singapour, et d'une apparition dans un serial produit par Universal, Flash Gordon. Elle joue au théâtre, se marie avec Vernon J. Parten, un journaliste et agent, écrit avec lui des pièces radiophoniques. En 1952, elle donne naissance à une fille, Anne, puis reprend des études universitaires en psychologie et théorie de l'apprentissage. Elle obtient un doctorat et devient enseignante, notamment à UCLA. Dans les années 1960 aux États-Unis, les films d'épouvante des années 1930 ont retrouvé un public grâce à la télévision. Les magazines qui leur sont consacrés, Famous Monsters of Filmland et Castle of Frankenstein, publient fréquemment des photographies de Carroll Borland. En 1966, elle donne un long entretien à Forrest J. Ackerman dans lequel elle évoque ses souvenirs de Bela Lugosi. Dans les années 1980, elle interprète des rôles secondaires dans Scalps et Biohazard, deux films d'horreur à petit budget réalisés par un ancien lecteur de Famous Monsters of Filmland : Fred Olen Ray. Carroll Borland meurt le 3 février 1994 à Arlington en Virginie. Quelques semaines après sa mort, l'éditeur MagicImage Filmbooks publie Countess Dracula, le roman qu'elle avait écrit à l'âge de 15 ans et qui était jusqu'alors resté inédit.

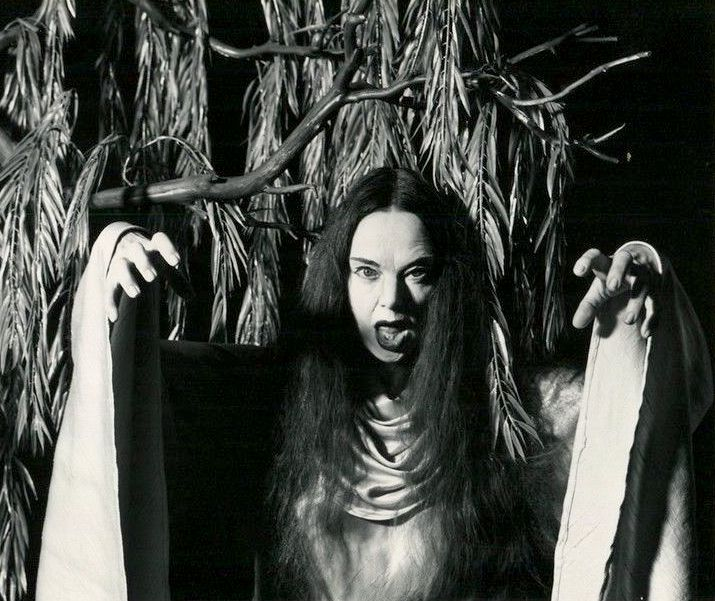
Carroll Borland reprend son rôle de Luna une trentaine d'années après l'avoir incarné au cinéma, le temps d'une photographie prise par Walter J. Daugherty pour le numéro 39 du magazine Famous Monsters of Filmland (1966). À l'époque où cette image est publiée, Borland n'est plus actrice depuis longtemps, elle est enseignante.

## Carol ou Carroll?
Dans La Marque du vampire, l'actrice est créditée sous le nom de Carol (et non Carroll) Borland. Et c'est en employant ce nom que ses premiers admirateurs, notamment en France,,,,,,,,, écriront sur elle.
Borland voulait-elle modifier l'orthographe de son prénom pour se donner un nom de scène ? Ou bien est-ce la MGM qui lui a imposé cette modification ? Ce qui est certain, c'est que Forrest J. Ackerman l'appelle Carroll (et non Carol) Borland lorsqu'il s'entretient avec elle en 1966 pour Famous Monsters of Filmland, alors que dans un précédent numéro de la revue, elle était prénommée Carol (et non Carroll). Ackerman a expliqué plus tard que c'est l'actrice qui lui a épelé son prénom. Dans les années 1980, elle est créditée au générique de Scalps et de Biohazard sous le nom de Carroll Borland. C'est aussi l'orthographe qui est retenue pour l'édition de son roman, Countess Dracula - édition publiée après sa mort mais préparée de son vivant, avec son accord.
Dans les livres où elle est mentionnée, son prénom commence à être orthographié avec deux "r" et deux "l" dans les années 1980. Témoin de ce changement : la fluctuation orthographique lorsqu'il est question de l'actrice dans un ouvrage publié en 1983, The Psychotronic Encyclopedia of Film,. Depuis les années 1990, elle est plus fréquemment appelée Carroll Borland, dans les pays anglophones mais aussi en France. C'est cette orthographe qui est utilisée ici, sauf dans les citations de textes écrits dans les années 1950, 1960 ou 1970.

## L'image de la femme vampire

### DeDraculaàLa Marque du vampire
Luna, le prénom du personnage interprété par Carroll Borland dans La Marque du vampire, est une contraction des prénoms des deux personnages féminins principaux (Lucy et Mina) du roman de Bram Stoker, Dracula.
Luna n'est pas la première femme vampire du cinéma hollywoodien parlant. Quatre ans plus tôt, dans Dracula (Tod Browning, Universal, 1931), Dorothy Tree, Geraldine Dvorak et Cornelia Thaw avaient interprété les épouses du comte et Frances Dade, dans le rôle de Lucy, y avait, le temps d'un plan, erré dans la nuit après que son personnage fut devenu un vampire. Ce n'est pourtant pas à partir de leur interprétation que s'est fixée l'image de la femme vampire, mais à partir de celle de Carroll Borland. Il y a à cela plusieurs raisons :  
- leur nombre. Quatre femmes vampires dans Dracula, une seule dans La Marque du vampire. Il est plus difficile de fixer une image avec quatre actrices différentes : même si les trois épouses de Dracula et Lucy sont vêtues et maquillées de la même manière (longue robe évoquant un suaire, teint très pâle), elles se distinguent par leur coiffure, la couleur de leurs cheveux (une des épouses et Lucy semblent blondes, les deux autres épouses ont les cheveux noirs), leur physionomie.
- leur apparence. Du point de vue vestimentaire, Luna ne se distingue pas nettement des femmes vampires de Dracula : la robe blanche, ample, aux manches très évasées, qu'Adrian a conçue pour Carroll Borland évoque elle aussi un suaire. Ce qui la différencie, c'est son visage (sa « grande bouche » comme elle le dira elle-même[30]) et sa coiffure : les femmes vampires de Dracula ont les cheveux courts ou mi-longs, plaqués, légèrement ondulés par endroits, comme les élégantes des années 1930[31], alors que Luna a des cheveux longs et raides, coiffés avec la raie au milieu, et qui tombent de chaque côté de son visage en cachant ses oreilles. Le choix de William J. Tuttle, alors maquilleur et coiffeur débutant, est audacieux[30] : une coiffure moins sophistiquée que celle des actrices hollywoodiennes de l'époque, et qui semblera moderne et même « hippie » aux spectateurs des années 1960[10]. « Je n'avais pas à être belle, dira plus tard l'actrice, juste à être moi-même, avec mon visage et ma grande bouche tels quels. »[30] Le glamour de Carroll Borland à l'écran vient donc moins de son visage et de sa coiffure que de l'éclairage, de la photographie en noir et blanc de James Wong Howe, qui donne à ses cheveux « auburn »[32] l'aspect d'un noir « de jais »[18].

- leur temps de présence à l'écran. En 1931, Bela Lugosi doit montrer qu'il est capable d'incarner un Dracula de cinéma tout aussi convaincant que le Dracula de théâtre qu'il avait été jusqu'alors. Les femmes vampires doivent le mettre en valeur, et non lui voler la vedette. Quand Dracula sort sur les écrans, Lugosi devient une star de cinéma. En 1935, il n'a plus rien à prouver aux yeux du public : il est « "le" vampire »[33], une « icône »[33]. Le comte Mora, le personnage qu'il interprète dans La Marque du vampire, peut rester en retrait, « muet, enveloppé dans sa cape, presque toujours immobile »[33] et laisser agir sa fille, Luna[33]. D'où le temps de présence à l'écran de Carroll Borland, nettement plus long que celui des actrices qui jouaient les femmes vampires dans Dracula (même si ce temps reste encore court, comme le regretteront plusieurs critiques[34],[35]).

- ce qu'on les voit faire à l'image. Dans le film de 1931, les trois épouses de Dracula, ainsi que Lucy à partir du moment où elle est devenue une vampire, ont une présence « spectrale », « éthérée »[36]. On les voit à peine agir. Dans le film de 1935, Luna a « plus de vigueur surnaturelle »[34]. Dans une séquence, Browning la montre en train de voler avec des ailes de chauve-souris géantes. Dans une autre, il la montre en train de vampiriser le personnage féminin principal joué par Elizabeth Allan comme s'il donnait à voir une scène qu'il avait seulement évoquée dans Dracula : l'agression de Mina par Lucy[37]. Dans une troisième séquence, Browning montre Luna mordre à nouveau le même personnage : surprise en pleine action, elle se redresse, grimace et feule[38], condensant deux attitudes de Lucy décrites par Bram Stoker dans le chapitre 16 de Dracula (le moment où Lucy pousse « un grognement furieux, comme une chatte surprise dans ses activités »[39]; celui où ses yeux paraissent « jeter des étincelles infernales »[40] tandis que ses sourcils se rejoignent et que sa bouche s'ouvre « jusqu'à former un carré, comme ces masques représentant la colère chez les Grecs ou chez les Japonais »[40]). Carroll Borland a affirmé plus tard s'être inspirée de ces passages du roman pour jouer la scène[41]. « Jusqu'alors passive, la femme vampire gagne avec ce simple geste une profondeur et une férocité encore jamais vue au cinéma, écrira en 1997 la critique et anthologiste Pam Keesey. Dans [...] Dracula, les femmes vampires étaient sans doute inquiétantes, mais elles étaient aussi silencieuses, impénétrables, et n'avaient qu'un rôle marginal. Avec seulement un feulement félin et une grimace menaçante, Carroll Borland a fait de Luna une force qu'on doit prendre en compte, égale en malice au vampire masculin [...] »[42].

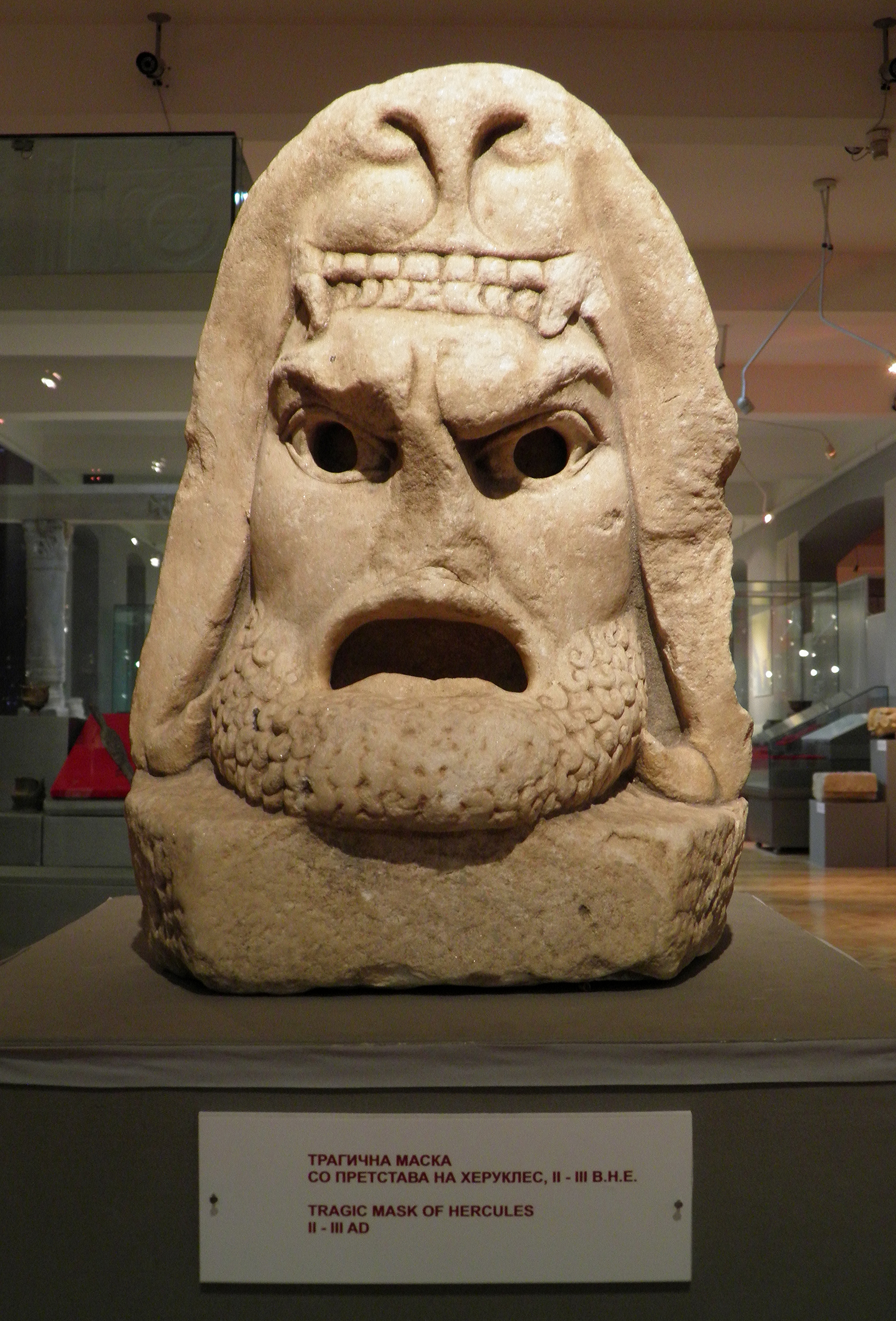
Carroll Borland s'est inspirée d'une page de Dracula dans laquelle Bram Stoker compare l'expression d'une femme vampire à celle de certains masques grecs ou japonais. Masque tragique représentant Héraclès, marbre trouvé sur le site d'Heraclea Lyncestis, IIe siècle après J.-C., Macédoine du Nord.

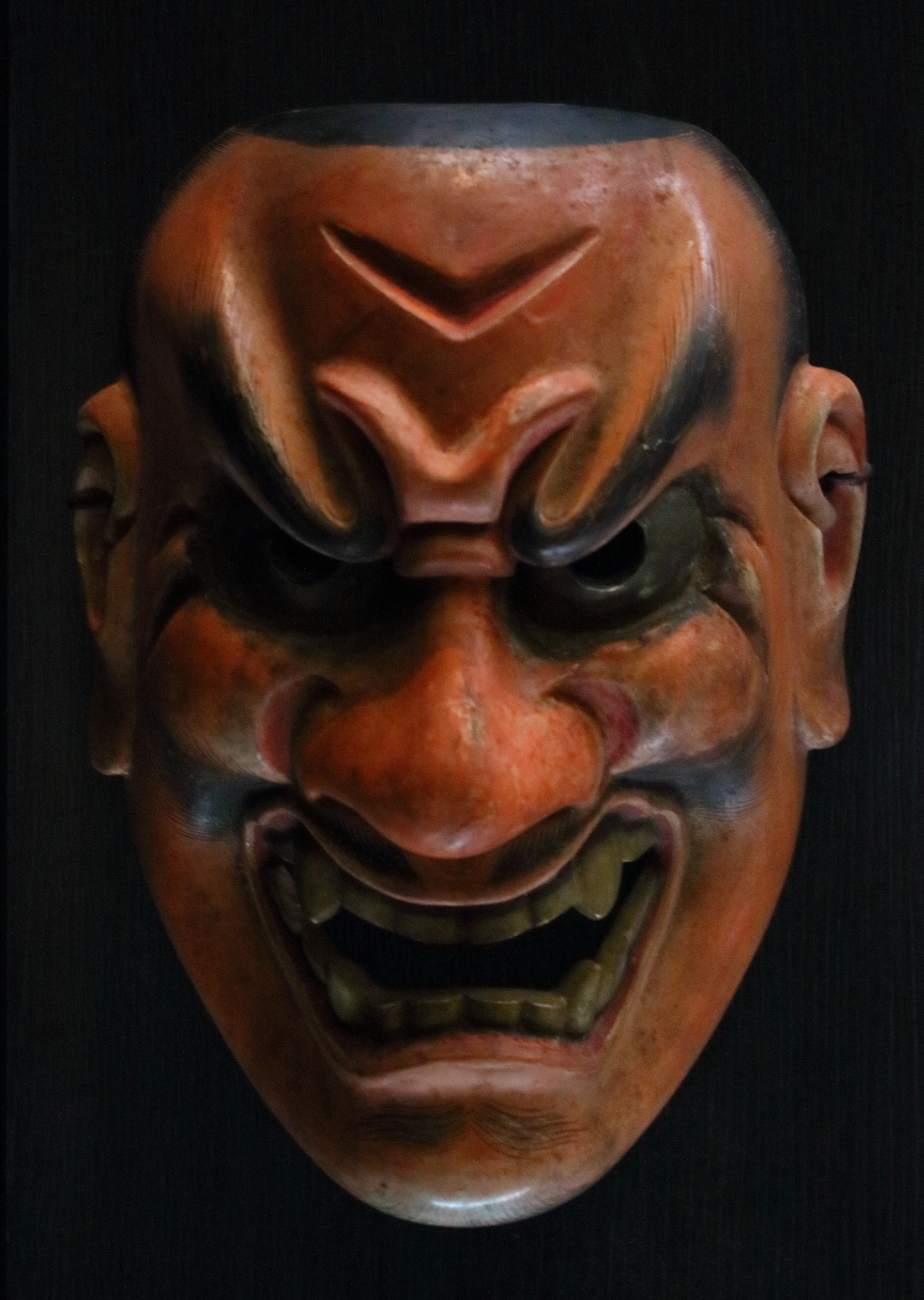
Carroll Borland s'est inspirée d'une page de Dracula dans laquelle Bram Stoker compare l'expression d'une femme vampire à celle de certains masques grecs ou japonais. Masque nô représentant un Shikami (un démon de la colère), époque d'Edo, Musée national de Tokyo, Japon.

L'interprétation de Carroll Borland est remarquée dès la sortie du film : « Côté épouvante, écrit le critique anonyme de Variety, elle vole presque le film à Lugosi, tant sa performance est exceptionnelle ». Par la suite, la plupart des critiques et historiens a partagé ce premier jugement. Pour Jean Boullet, « l'interprétation de Bela Lugosi, de Lionel Atwill et surtout de la très belle Carol Borland [aide] [...] le spectateur à admettre cette fascinante histoire tout entière plongée dans une atmosphère de brouillard artificiel et de chauve-souris géantes. » Pour David Pirie, « à l'aide de la superbe photographie de James Wong Howe, les vampires [atteignent] [...] [dans La Marque du vampire] un degré de conviction (avec même des grondements suggestifs de Carol Borland) qui manquait tout à fait au Lugosi de Dracula ». Pour Les Daniels, les quelques minutes avec Borland et Lugosi constituent « les scènes de vampire les plus mystérieuses, inquiétantes et suggestives jamais filmées ». Pour Kim Newman et Stephen Jones, le feulement de Luna est « le moment le plus terrifiant du film ».

Une voix discordante : « Désolée, écrit Nora Fiore sur son blog The Nitrate Diva, mais jamais une vampire avec des cheveux de hippie ne pourra m'effrayer. C'est trop miteux et pas assez glamour pour moi, malgré l'impeccable robe-linceul conçue par Adrian. » 

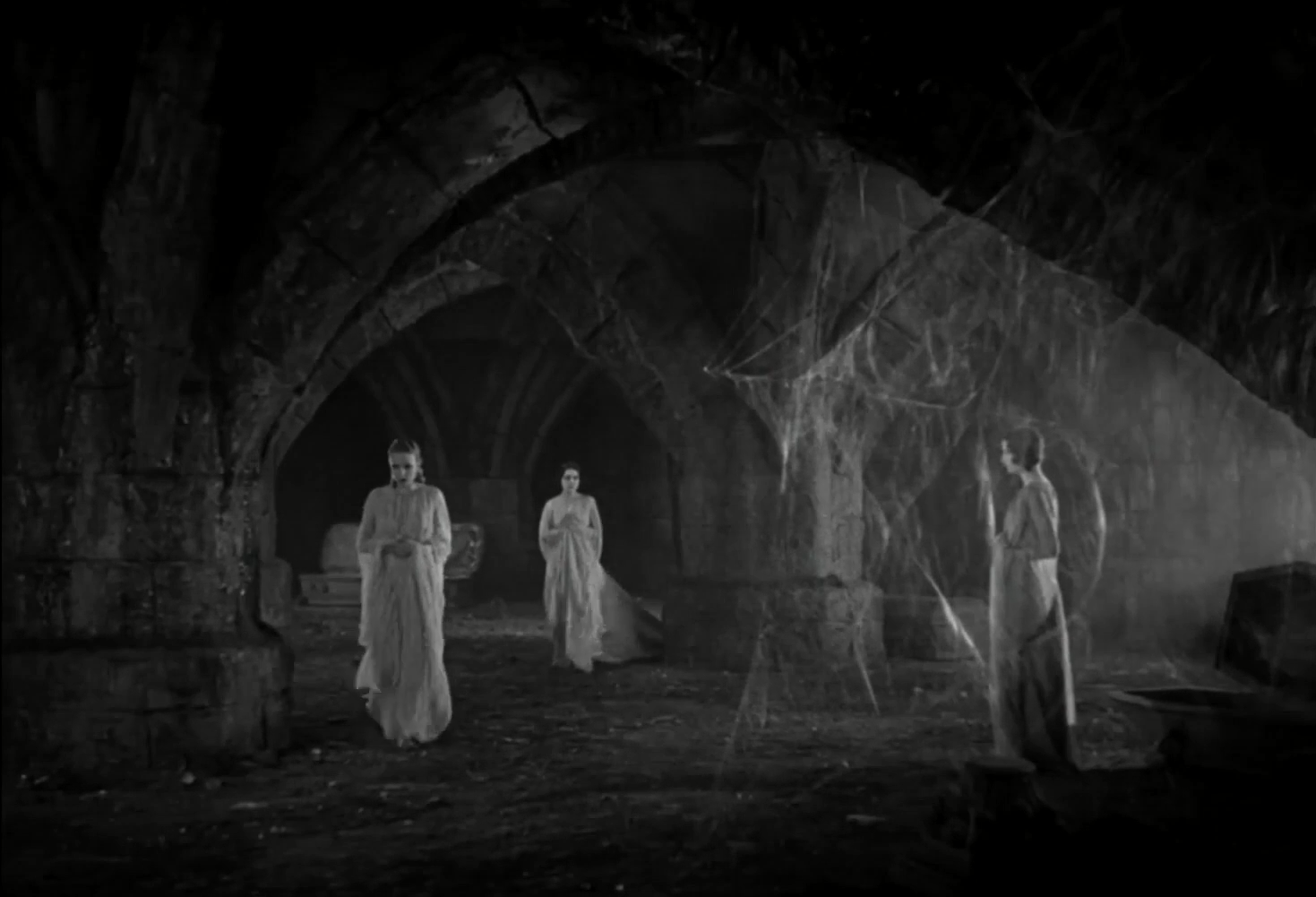
Première apparition de femmes vampires dans un film parlant hollywoodien : les épouses du comte dans une séquence de Dracula (Tod Browning, Universal, 1931) (capture d'écran). De gauche à droite : Geraldine Dvorak, Dorothy Tree et Cornelia Thaw. La vampire interprétée quatre ans plus tard par Carroll Borland sera moins éthérée.

### Carroll Borland vue depuis la France des années 1950: «la plus énigmatique silhouette de femme du cinéma mondial»
La Marque du vampire sort à Paris en octobre 1935 au Studio Universel. En 1949, dans le premier numéro de Saint-Cinéma des Prés, Jean Boullet regrette que le film soit devenu invisible « aussitôt après son exclusivité retentissante ». « Sa disparition est une perte irréparable pour l'histoire du cinéma », écrit-il l'année suivante. En 1962, la situation n'a pas changé : La Marque du vampire reste, comme Boullet continue de le déplorer, « le type même du film méconnu, le prototype de ce que j'ai baptisé, il y a quelques années dans mes chroniques de Combat, les films "invisibles" ».
Quand ils évoquent La Marque du vampire, Jean Boullet,,,,,, Ado Kyrou,, Louis Seguin, Pierre Philippe et Michel Laclos, les premiers défenseurs en France du cinéma fantastique, s'appuient donc sur des photographies promotionnelles et sur des souvenirs d'adolescence (voire d'enfance dans le cas de Laclos, de Seguin et de Philippe). Kyrou ignore le nom de Borland qu'il appelle du nom de l'actrice principale : « l'admirable Elizabeth Allan », écrit-il en 1958 dans Amour-érotisme et cinéma. Boullet le corrige en se moquant des « ouvrages dits "de cinéma" » où on confond Allan et Borland. Pierre Philippe (qui signera quelques années plus tard, du pseudonyme de Jonathan Harker, la rubrique "La tribune du cinéma bis" pour la revue Cinéma) nomme convenablement Borland mais se trompe quand il affirme, dans un texte de 1957, que l'actrice interprète le rôle de la Fille de Dracula (« la Fille de Dracula jette sur le monde le regard halluciné des vierges nourries de sang », écrit-il en commentant une photographie promotionnelle du film). Louis Seguin, de son côté, se trompe lorsqu'il décrit la robe blanche de Carroll Borland, selon lui « longue et collante » (ce n'est pas une robe moulante). Mais tous s'accordent sur la valeur de La Marque du vampire. Pour Seguin, c'est un film « passionnant » ; pour Philippe, c'est une « symphonie de brouillard et de toiles d'araignée géantes »; pour Kyrou, c'est un film « hallucinant » alors que Dracula n'est qu' « admirable »; pour Laclos, c'est « une œuvre étrange, pleine de brume et de toiles d'araignée envahissantes », une réussite alors que Dracula est « à demi » raté ; pour Boullet, c'est un film « onirique », « délirant », « impensable », « la plus grande réussite du genre »,, ou encore « le plus significatif » de tous les films de vampire,.
Boullet, Kyrou, Seguin, Philippe et Laclos ne mentionnent pas l'intrigue ni les principaux protagonistes de La Marque du vampire. Ce que leur mémoire en a retenu, c'est l'image d'une femme dans le brouillard et les toiles d'araignée : Carroll Borland. Louis Seguin en 1955 l'évoque ainsi : « Carol Borland vêtue d'une longue et collante robe blanche descendait d'interminables escaliers baignés de brouillard et obstrués de toiles d'araignée ». Pierre Philippe en 1957 : « Préfigurant les angéliques monstresses de Chas Addams, Carol Borland promenait à travers La Marque du vampire de Tod Browning, cette symphonie de brouillard et de toiles d'araignée géantes, une silhouette précieuse composée d'une ample robe aux plis royaux et de la chevelure défaite des pucelles promises à la torture. » Michel Laclos en 1958 rappelle sa « mystérieuse et envoûtante silhouette » et la mentionne en tête d'une liste d'acteurs « dont les noms resteront indissolublement liés à ce que le cinéma fantastique a produit de meilleur, leur personnalité étant assez robuste pour l'orienter ». Et Jean Boullet en 1962 : « Vêtue d'un suaire dessiné tout exprès par Adrian, le couturier de Greta Garbo, l'homme qui inventa les femmes-oiseaux perlés du Great Ziegfeld, Carol Borland, livide, évoluait dans les nappes de brouillard artificiel et traversait les toiles d'araignée géantes sans les rompre, ses cheveux de jais empruntés aux têtes réduites jivaros encadrant un regard d'ocelot. Autour d'elle et de Lugosi, d'immenses chauves-souris volaient silencieuses, déplaçant à peine les nappes de brume, tandis que les chouettes-effraies perçaient la nuit de grands cris aigres de draps déchirés. » « Carol Borland, ajoute Boullet dans un autre article publié la même année, campa dans Mark of the Vampire la plus énigmatique silhouette de femme du cinéma mondial. »

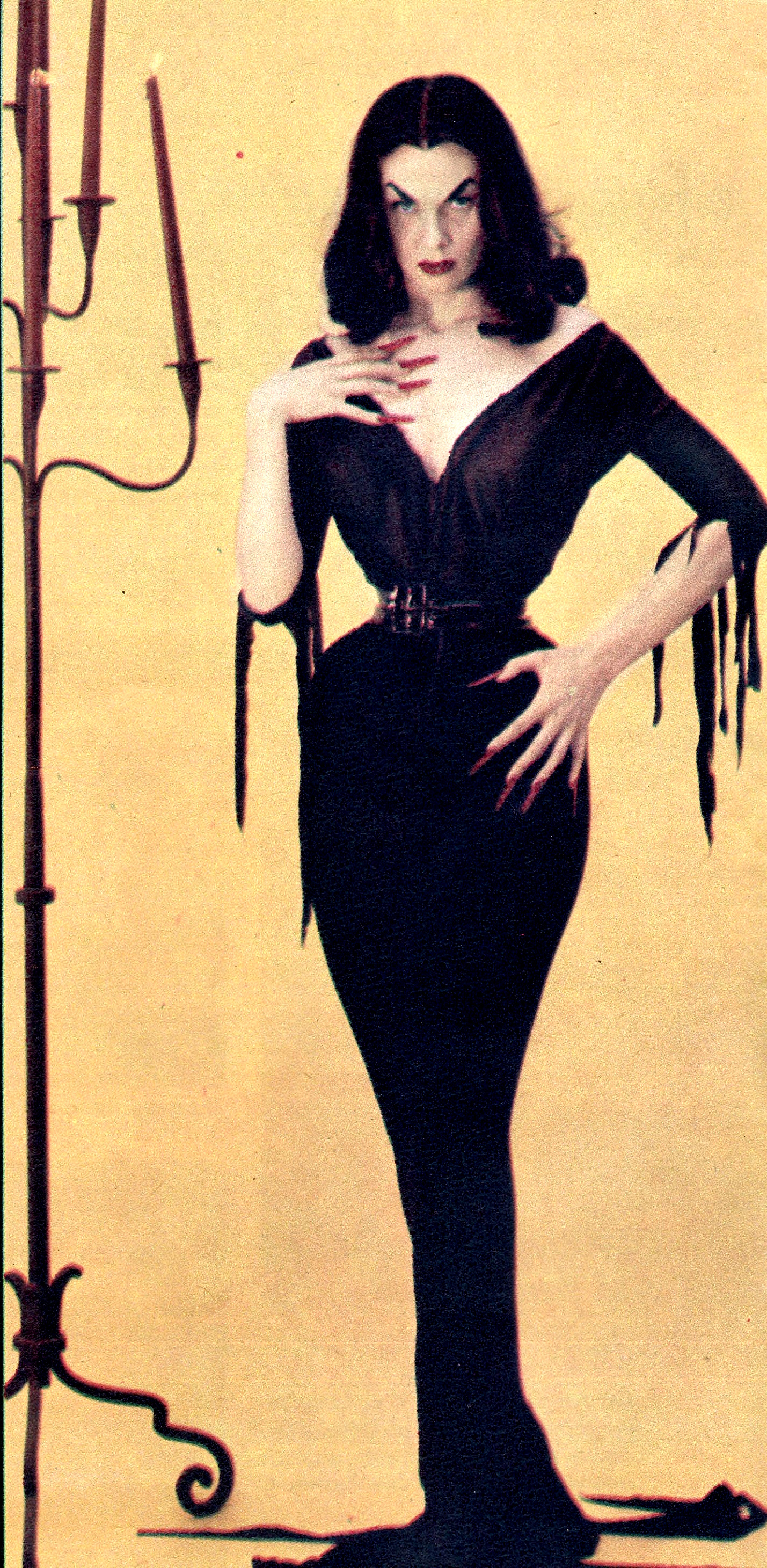
Vampira a été vue à la fois comme une descendante de Luna et comme un « dessin de Charles Addams devenu vivant ». Maila Nurmi, photographie promotionnelle pour l'émission de télévision The Vampira Show, publiée dans TV Guide, semaine du 17 au 23 juillet 1954.

### Descendance
En 1938, trois ans après la sortie de La Marque du vampire, Charles Addams commence pour le New Yorker une série de dessins humoristiques et macabres dont les personnages récurrents forment la famille qu'on appellera plus tard, lorsqu'on en fera les personnages d'une sitcom, La Famille Addams. Parmi eux, la mère (qui n'a pas de nom dans la série dessinée mais qui sera nommée Morticia dans la sitcom) est une femme aux yeux en amande et aux cheveux noirs, raides, plus ou moins longs selon les dessins mais couvrant toujours ses oreilles et coiffés avec une raie au milieu.
Bien qu'elle ne soit pas une vampire mais une sorcière, bien qu'elle soit vêtue d'une robe noire, moulante, décolletée et dont les manches pendent en lambeaux, bien que Charles Addams n'ait jamais fait explicitement référence à Carroll Borland, la mère de la famille Addams est souvent vue comme une descendante de Luna. D'abord par les critiques français : Louis Seguin en 1955, Pierre Philippe en 1957, Michel Laclos en 1958 et Jean Boullet en 1962 (la « femme en noir » d'Addams, écrit-il, est « la fille ou la petite fille » du personnage interprété par Borland). Puis par des critiques ou historiens américains, notamment Michael Weldon au début des années 1980 et David J. Skal dans les années 1990. Ce sont les yeux en amande et les cheveux noirs coiffés avec la raie au milieu qui ont permis de rapprocher les deux personnages.
Le rapprochement entre Luna et la femme en noir d'Addams a également été favorisé par l'apparition d'un troisième personnage : Vampira, personnage de télévision créé en 1954 par l'actrice Maila Nurmi pour présenter des films d'épouvante sur la chaîne KABC-TV. Pour sa création, Nurmi s'inspire des dessins d'Addams ,. N'ayant pas les yeux en amande, elle se fait des sourcils extrêmement arqués, « en forme de boomerang », et se vêt d'une robe noire, moulante, décolletée, dont les manches pendent en lambeaux. Le résultat est suffisamment convaincant pour qu'on ait pu dire de Vampira qu'elle était un « dessin de Charles Addams devenu vivant ». Mais à la différence de la femme en noir, Vampira est, comme son nom l'indique, une vampire. D'où le rapprochement avec le personnage interprété par Carroll Borland : dans son article de 1962, Jean Boullet mentionne Vampira comme une « sœur » de la femme en noir, et donc comme une autre « fille ou [...] petite fille » de Luna, et nombreux sont ceux qui, par la suite, ont trouvé que les deux personnages avaient un air de famille,,.

## L'actrice et son personnage

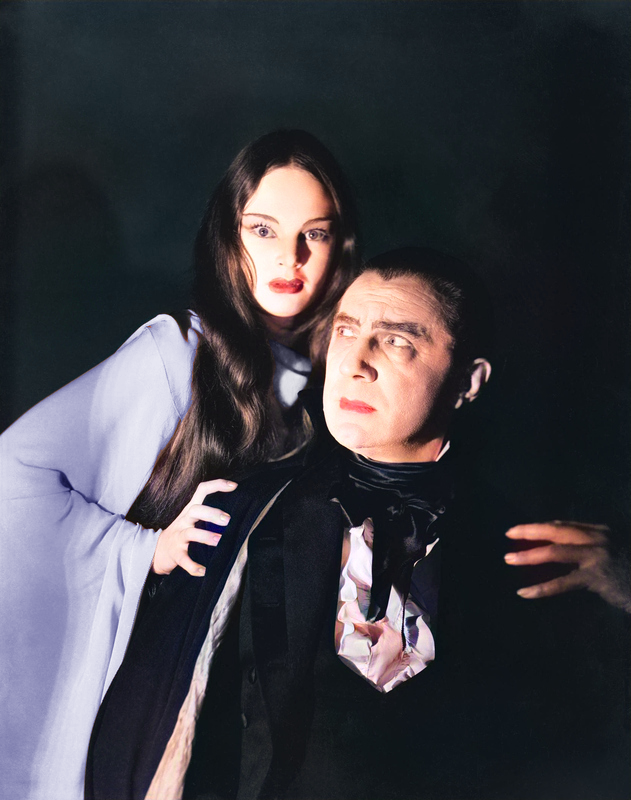
Carroll Borland et Bela Lugosi, photographie promotionnelle colorisée de La Marque du vampire (MGM, 1935), d'après une photographie en noir et blanc prise par Clarence Sinclair Bull.

Depuis les années 2000, historiens et critiques s'intéressent moins à l'image de la femme vampire qu'à la jeune femme qui l'a incarnée. Plusieurs d'entre eux voient, pour reprendre les mots de Stéphane du Mesnildot, Carroll Borland « comme une des plus anciennes "fans" de films d'horreur et une des premières "gothiques" au sens moderne du terme. »
À 15 ans, Borland, admiratrice de Bela Lugosi et lectrice attentive de Dracula, avait écrit une suite au roman de Bram Stoker. Kim Newman et Stephen Jones le rappellent dans le commentaire audio qu'ils enregistrent en 2006 pour l'édition DVD de La Marque du vampire. Selon eux, Countess Dracula, son roman, est un des premiers exemples de fiction de fan. Borland l'a écrit plus de trente ans avant la publication des premières fictions de fan à la fin des années 1960. Si Countess Dracula n'a pas été publié, ni adapté au théâtre comme l'aurait souhaité Lugosi, c'est en partie à cause du montant élevé des droits que réclamaient les ayant-droits de Bram Stoker. Dans le cas du roman de Borland, les problèmes juridiques qu'engendre la publication des fictions de fan (leur compatibilité avec le droit d'auteur) étaient donc déjà présents, mais de manière latente puisqu'il n'y a pas eu publication.
C'est sa passion pour Lugosi et les vampires qui a poussé Carroll Borland à jouer dans La Marque du vampire : persuadée que le personnage de Luna était fait pour elle, qu'elle était « destinée » à le jouer, elle serait allée, c'est du moins ce qu'elle dira par la suite, jusqu'à soudoyer l'assistant qui s'occupait du casting pour obtenir le rôle. Sur le tournage du film, elle s'appuie sur son savoir de fan. C'est pourquoi Stéphane du Mesnildot voit en elle une « vampire de la "deuxième génération" » : « Borland tire l'essentiel de son jeu de l'observation de Lugosi, de visions répétées de Dracula au théâtre et au cinéma. Un des aspects les plus émouvants de La Marque du vampire est la réelle affection qui perce dans le regard de Lugosi envers sa protégée et la fierté de la jeune fille de se tenir aux côtés de son idole. » Mais si ce que Carroll Borland a déclaré dans les entretiens qu'elle a donnés à partir des années 1960 est exact, elle ne s'est pas seulement inspirée du jeu de Lugosi, elle a également puisé dans ses souvenirs du roman de Bram Stoker : c'est elle qui aurait proposé à Tod Browning de feuler et d'imiter un masque grec ou japonais en grimaçant. Dans les souvenirs qu'elle en a gardés, le cinéaste était très peu directif : « Tout le monde me demande comment c'était de travailler avec lui, et je dois dire que je n'en sais rien. Il me mettait à l'aise, c'est tout. »
La Marque du vampire se termine par un épilogue démystificateur dans lequel les personnages qu'on croyait être des vampires se révèlent être des acteurs qui interprétaient un rôle. Comme la plupart des premiers fans de films d'horreur, comme Jean Boullet, David Pirie et Les Daniels, Carroll Borland détestait cette fin. Elle aurait voulu que son personnage soit une authentique vampire, et c'est dans ce sens, sans aucune distance, qu'elle l'a interprété. « Beaucoup d'amateurs naïfs s'étonnent encore, comme le remarquait Jean-Marie Sabatier en 1973, que Dracula soit une pièce [de théâtre] filmée, que Mark of the Vampire repose sur une supercherie, que les acteurs browningiens soient souvent agressivement fardés et leur jeu terriblement accusé. C'est oublier que tout l'œuvre de Browning repose sur la dialectique spectacle-réalité. [...] Tous les héros browningiens sont d'ailleurs, à différents niveaux, dévorés par leur reflet ou victimes de leur représentation. » Ce qui intéresse Browning, c'est donc moins le vampire que l'acteur qui joue le vampire, surtout s'il se prend au jeu. D'où l'attention qu'il prête à Bela Lugosi (« "le" vampire ») et à Carroll Borland (« la vampire aux longs cheveux et aux yeux en amande »).

## Filmographie
- 1933 : Les Deux Flemmards de Charley Rogers et Lloyd French (non créditée)
- 1935 : La Marque du vampire de Tod Browning (créditée sous le nom de Carol Borland)
- 1936 : Flash Gordon de Frederick Stephani et Ray Taylor (non créditée)
- 1983 : Scalps de Fred Olen Ray
- 1985 : Biohazard de Fred Olen Ray